# The Foreigner
Pour plus de détails, voir Fiche technique et Distribution.
The Foreigner ou L'Étranger au Québec est un thriller sino-britannico-américain réalisé par Martin Campbell et sorti en 2017. Il s’agit de l’adaptation du roman britannique The Chinaman de Stephen Leather, paru en 1992.
Le film a reçu des critiques généralement favorables de la part des critiques avec des éloges pour ses séquences d'action, sa partition musicale et contre les performances de type de Chan et Brosnan, mais a critiqué son intrigue stéréotypée. Il rencontre également un succès commercial et a été l'un des dix films originaux Netflix les plus regardés de 2018 au Royaume-Uni.

## Synopsis
Britannique d'origine asiatique, Ngoc Minh Quan vit paisiblement à Londres. Il s'occupe de sa fille unique, Fan, et d'un restaurant avec Keyi Lam. Le père et la fille se rendent à une boutique chic où elle pourra acheter une jolie robe pour son bal de promo. Alors qu'il se trouve près de son automobile et du magasin, une bombe dévaste l'immeuble, tuant sa fille sur le coup. L'attentat est revendiqué par un groupe qui se nomme « IRA authentique ».
Malgré son chagrin, Quan va chercher à savoir qui a tué sa fille. Il interroge d'abord le policier de Scotland Yard chargé de l'affaire, Richard Bromley, allant jusqu'à lui proposer une grosse somme d'argent pour obtenir le nom des terroristes, ce que Bromley refuse. Par la suite, Quan apprend que Liam Hennessy, vice-Premier ministre de l'Irlande du Nord en poste à Belfast, reconnaît son engagement dans de très anciennes opérations de l'IRA, mais qu'il milite dorénavant pour la sauvegarde des accords de paix. Hennessy affirme ignorer qui a orchestré l'attentat, mais Quan en doute. Hennessy négocie avec une importante femme politique britannique, Katherine Davies, et lui promet des résultats concrets en échange de la grâce d'anciens membres de l'IRA. Il rencontre ensuite d'influents membres de l'IRA et exige qu'ils procèdent au décompte des armes et des explosifs dans toutes les caches de l'organisation. Il décide de donner des codes différents à chaque unité de l'IRA, espérant que cela permettra d'identifier le coupable si un second attentat est commis et revendiqué à l'aide de ce code.
Venu à Belfast, Quan parvient à questionner Hennessy, qui refuse de l'aider de quelque façon que ce soit. Quan fait alors exploser une bombe artisanale dans les toilettes de l'immeuble où travaille Hennessy, puis rappelle celui-ci pour exiger à nouveau les noms des terroristes. Il dispose aussi un mécanisme explosif dans l'un des véhicules de Hennessy, volontairement désactivé à titre d'avertissement. Hennessy ordonne la capture de Quan. Quelques heures plus tard, des membres de l'IRA découvrent sa cachette et tentent de le capturer, mais Quan s'enfuit après plusieurs combats à main nue. Il suit ensuite Hennessy et découvre qu'il entretient une relation extra-conjugale avec Maggie, une jeune Irlandaise.
Hennessy, craignant Quan, se réfugie dans sa ferme près de Belfast. Il reçoit un document qui lui révèle que Quan est un ancien membre des forces spéciales américaines. Quan, qui a suivi le vice-Premier ministre, pose des bombes à la ferme, puis combat des hommes qui travaillent pour Hennessy. Ce dernier ordonne à Sean Morrison, son neveu, de revenir de New York et lui explique son plan pour trouver l'auteur des attentats. Il envoie Morrison à Londres pour qu'il explique son plan à Bromley. Morrison en profite pour y rencontrer l'épouse de Hennessy à Londres ; les deux ont une relation intime et Morrison lui raconte le plan d'Hennessy.
Un second attentat est commis dans un autobus londonien, mais la revendication ne mentionne pas de code, ce qui fait échouer le plan de Hennessy. Toutefois Bromley, grâce à la vidéo-surveillance, parvient à identifier l'auteur du premier attentat, Patrick O'Reilly, qui est aussi responsable de la mort de la famille de Sean Morrison, et son chef Mc Grath, haut gradé de l'IRA. Morrison revient à la ferme et utilise ses qualités de chasseur d'homme pour retrouver Quan. Mais c'est Quan qui le fait prisonnier et apprend qu'il a servi dans les forces spéciales britanniques en Afghanistan. Morrison révèle à Quan l'identité des terroristes.
Hennessy, de son côté, s'entretient avec McGrath, et se plaint que le plan a déraillé parce qu'il voulait semer la terreur à Londres dans le but de se montrer comme un homme fort en mettant un terme aux attentats. Il n'a jamais voulu la mort de quiconque, mais McGrath l'accuse de renier les siens. Après avoir gravement blessé McGrath, Hennessy apprend les noms des dynamiteurs, dont fait partie sa maîtresse Maggie, puis il comprend que sa femme a organisé la cellule terroriste, transmis des informations vitales aux terroristes et a même agi pour que Hennessy tombe dans les bras de Maggie. Il abat McGrath. Plus tard, il rencontre Morrison, lui parle de sa liaison avec sa femme et lui ordonne d'enterrer McGrath. Morrison avoue leur liaison mais Hennessy lui révèle qu'elle a trompé tout le monde, ce à quoi réplique Morrison en disant qu'elle déteste Hennessy pour avoir refusé autrefois de venger la mort de son frère.
Quan découvre le repaire des dynamiteurs à Londres, les tue les uns après les autres, sauf la femme. La police envahit l'appartement, où elle découvre Maggie inconsciente. Des policiers la torturent pour déterminer l'endroit où sera posée la prochaine bombe, avant de l'exécuter sur l'ordre de Bromley. Des policiers se répandent dans un aéroport, s'emparent du portable d'un reporter qui avait été piégé par Maggie et sauvent in extremis les voyageurs.
Hennessy reçoit un appel de Davies, qui lui révèle qu'il reste en poste, mais sera désormais contrôlé de près en raison de son implication dans les attentats. À sa maison de Belfast, Quan fait face à Henessy et l'oblige à envoyer sur Internet une photo sur laquelle il embrasse Maggie. Il sera ainsi étiqueté comme terroriste. Quan retourne ensuite au restaurant, où Keyi Lam, tout heureuse de le retrouver, l'enlace tendrement. Lorsque Bromley apprend que Quan est de retour à son restaurant, il décide de se contenter de le surveiller sans chercher à l'arrêter, estimant qu'il leur a rendu service.

## Fiche technique
Sauf indication contraire, les informations mentionnées dans cette section peuvent être confirmées par la base de données cinématographiques IMDb,  présente dans la section « Liens externes ».
- Titre original et français : The Foreigner
- Titre québécois : L'Étranger
- Titre chinois : 英倫對決
- Titre provisoire : The Chinaman
- Réalisation : Martin Campbell
- Scénario : David Marconi, d'après le roman The Chinaman de Stephen Leather
- Musique : Cliff Martinez
- Direction artistique: Nick Dent
- Décors : Alex Cameron
- Costumes : Alex Bovaird
- Photographie : David Tattersall
- Montage : Angela M. Catanzaro
- Production : Jackie Chan, Wayne Marc Godfrey, Arthur Sarkissian, Qi Jian Hong, Claire Kupchak, John Zeng, Scott Lumpkin, Jamie Marshall et Cathy Schulman
- Sociétés de production : STX Films, Sparkle Roll Media, Wanda Pictures, H. Brothers, The Fyzz Facility, Orange Corp et TMP
- Sociétés de distribution :
  - États-Unis : STX Entertainment
  - Chine : Wuzhou Film Distribution
  - France : Metropolitan Filmexport
  - Royaume-Uni : Netflix
- Pays de production :  Royaume-Uni,  Chine,  États-Unis
- Budget : 35 millions de dollars[1]
- Langue originale : anglais
- Genre : thriller, action
- Durée : 114 minutes
- Dates de sortie :
  - Chine : 24 septembre 2017 (avant-première à Pékin) ; 30 septembre 2017 (sortie nationale)
  - Canada, États-Unis : 13 octobre 2017
  - Belgique, France : 8 novembre 2017
  - Royaume-Uni : 15 décembre 2017 (sortie directement en VOD)

## Distribution
- Jackie Chan (VF : William Coryn ; VQ : François L'Écuyer) : Ngoc Minh Quan
- Pierce Brosnan (VF : Emmanuel Jacomy ; VQ : Daniel Picard) : Liam Hennessey, Vice-Premier Ministre d'Irlande du Nord
- Ray Fearon (VF : Eilias Changuel ; VQ : Patrick Chouinard) : Commandant Richard Bromley
- Dermot Crowley (VF : Denis Boileau ; VQ : Jean-Marie Moncelet) : Hugh McGrath
- Orla Brady (VF : Déborah Perret ; VQ : Viviane Pacal) : Mary
- Lia Williams (VF : Ariane Deviègue ; VQ : Rosalie Julien) : Davies
- Rory Fleck Byrne (VF : Valentin Merlet ; VQ : Renaud Paradis) : Sean Morrison
- Michael McElhatton (VF : Renaud Marx ; VQ : Marc-André Bélanger) : Jim Kavanagh
- John Cronin (VF : Laurent Maurel ; VQ : Jean-Jacques Lamothe) : Denis Fisher
- Rufus Jones (VF : Mathias Kozlowski ; VQ : Jean-François Beaupré) : Ian Wood
- Charlie Murphy (VF : Audrey Sourdive ; VQ : Clara Prévost-Dubé) : Maggie
- Katie Leung (VF : Lisa Caruso) : Fan
- Roberta Taylor (VF : Frédérique Cantrel) : Mrs. Taylor
- Grainne Keenan (VF : Gaëlle Savary) : Beth
- Simon Kunz : Matthew Rice
- Liu Tao : Keyi Lam

Version française
Studio de doublage : Dubbing Brothers
Direction artistique : Hervé Bellon
Adaptation : Déborah Perret
Source et légende : Fiche de doublage (VF) sur AlloDoublage

## Production

### Genèse et développement
Le 5 juin 2015, il a été annoncé que Jackie Chan jouerait dans le thriller d'action The Foreigner, pour STX Entertainment, et basé sur le roman de Stephen Leather The Chinaman. Nick Cassavetes a initialement signé pour réaliser le film, qui a été adapté du roman de Leather par David Marconi, tandis que Wayne Marc Godfrey était l'un des producteurs. Le film se déroule partiellement à Walworth, à Londres. Le 15 juillet 2015, Deadline a rapporté que Martin Campbell était plutôt en pourparlers pour réaliser le film, tandis que Relativity Media financerait. Le réalisateur n’avait plus réalisé de film depuis l’échec Green Lantern.

### Distribution des rôles
Pierce Brosnan retrouve ici le réalisateur Campbell, vingt-deux ans après leur collaboration sur GoldenEye (1995). De son côté, Jackie Chan explique qu'il a du être vieilli grâce au maquillage : « Cette fois, je suis devenu très vieux, tous les jours, quarante-cinq minutes de maquillage, le réalisateur m’a dit de modifier et ralentir ma démarche. Il m’a également demandé de ne plus être Jackie Chan ». Cet acteur explique avoir trouvé ici un projet différent : « Ces dernières années, j’ai eu beaucoup de propositions pour tourner dans des blockbusters Hollywoodiens, mais je ne veux plus jouer au « maître chinois » ou au « policier de Hong-Kong », je n’ai plus envie de me répéter. Avec The Foreigner, c’était l’occasion de jouer un rôle que je n’avais jamais fait. Alors j’ai voulu essayer. »

### Tournage
Le tournage débute en janvier 2016, à Londres.
En février 2016, le tournage d'une scène à Londres a créé une panique momentanée. La production n'avait en effet pas prévenu la population de l'explosion d'un bus à impériale sur le Lambeth Bridge. Seules quelques affiches avaient été posées.

## Accueil

### Critique
Le film reçoit globalement des critiques partagées. Sur l'agrégateur américain Rotten Tomatoes, The Foreigner obtient 66% d'opinions favorables pour 80 critiques et une note moyenne de 5,9⁄10. Le consensus qui se dégage des avis récoltés est qu'il s'agit d'un film utilisant la formule classique d'un thriller d'action mais qui bénéficie des performances de ces deux acteurs vétérans. Sur Metacritic, le film récolte une moyenne de 55⁄100, pour 23 critiques.
En France, les critiques sont également partagées. Sur le site Allociné, qui recense 3 titres de presse, il obtient une moyenne de 3⁄5. Dans 20 Minutes, Caroline Vié écrit notamment « The Foreigner montre donc que Jackie Chan peut encore donner des leçons à bien des individus aux mines patibulaires ». Jean Serroy du Dauphiné libéré écrit quant à lui « Jackie Chan reprend du service, dans un face à face où il retrouve avec Pierce Brosnan un autre vétéran du film d’action. Et même si tout cela sent un peu son thriller réchauffé, bon sang, même ayant pris de l’âge, ne saurait totalement mentir ». Benoît Smith du site Critikat.com pense que « On a connu enjeux plus folichons ».

### Box-office
| Pays ou région    | Box-office       | Date d'arrêt du box-office | Nombre de semaines |
| ----------------- | ---------------- | -------------------------- | ------------------ |
| France            | 140 213 entrées, | 13 décembre 2017           | 5                  |
| États-Unis Canada | 34 393 507 $     | 21 décembre 2017           | 10                 |
| Chine             | 81 205 559 $     | 19 novembre 2017           | 8                  |
| Mondial           | 145 374 099 $    | -                          | -                  |